# Tony Amendola
Pour les articles homonymes, voir Amendola.
Tony Amendola, né le 24 août 1951 à New Haven, dans le Connecticut, est un acteur américain.

## Biographie

### Jeunesse
Tony Amendola sort diplômé de l'université du Connecticut en 1974.

### Carrière
Il débute au cinéma et à la télévision en 1984. Après avoir notamment joué dans Columbo, il participe à de nombreuses productions dans les années 1990 comme Loïs et Clark, Ally McBeal, Seinfeld et Spawn. Il fera par la suite plusieurs autres apparitions dans les séries : Alias, X-Files, Charmed, Angel, Dexter, Mentalist, Dollhouse, Fringe et Les Experts.
C'est en 1997 avec le rôle de Maître Bra'tac dans Stargate SG-1 qu'il se fait connaître du grand public. L'acteur apparait sporadiquement dans les dix saisons de la série qui s'achève en 2007.
Au cinéma, il a joué dans Lone Star et Blow. En 1998, Martin Campbell lui offre le rôle de Don Luiz dans Le Masque de Zorro. Il retrouve le cinéaste en 2005 dans La Légende de Zorro, cette fois-ci dans le rôle du Père Quintero.
À partir de 2011, il joue le double-rôle de Marco / Geppetto dans la série Once Upon a Time. Il tient le rôle jusqu'à la fin de la série en 2018.
Il participe à la franchise Conjuring depuis 2014 en tenant le rôle du Père Perez dans le film Annabelle. Il reprend le personnage en 2019 dans La Malédiction de la dame blanche.
Également depuis 2014, il interprète l'archimage Khadgar dans le jeu de rôle en ligne massivement multijoueur World of Warcraft.
En 2015, il interprète le Dr Yousef Salim dans le jeu Call of Duty: Black Ops III.
En 2019, il interprète le Jedi Eno Cordova qui apparait de manière holographique pour guider le Padawan Cal Kestis, protagoniste du jeu vidéo Star Wars Jedi: Fallen Order issu de la franchise Star Wars. Il reprend le rôle en 2023 dans la suite, Star Wars Jedi: Survivor.

## Filmographie
Sauf indication contraire, les informations mentionnées dans cette section peuvent être confirmées par la base de données cinématographiques IMDb,  présente dans la section « Liens externes ».

### Cinéma
- 1996 : Lone Star de John Sayles : Chucho Montoya
- 1998 : Le Masque de Zorro (The Mask of Zorro) de Martin Campbell : Don Luiz
- 2001 : Blow de Ted Demme : Sanchez
- 2001 : La Prophétie des ténèbres 2 (Megiddo: The Omega Code 2) de Brian Trenchard-Smith : Father Tirmaco
- 2002 : Désordre Affectif (My Sister's Keeper) de Ron Lagomarsino : Dr Bartonio
- 2004 : Dragon Storm de Stephen Furst : Theldag
- 2005 : La Légende de Zorro (The Legend of Zorro) de Martin Campbell : Père Quintero
- 2014 : Annabelle (Annabelle) de John R. Leonetti : Père Perez
- 2019 : La Malédiction de la dame blanche (The Curse of La Llorona) de Michael Chaves : Père Perez
- 2023 : Rebel Moon - Partie 1 : Enfant du feu de Zack Snyder : le roi Levitica

### Séries télévisées
- 1988 : Série noire : Cause à l'autre de Carlo Lizzani
- 1989 : Columbo : Clergyman (saison 8, épisode 1)
- 1990 : Rick Hunter : Robert Walters (saison 6, épisode 13)
- 1993 : Seinfeld : Sal Bass (saison 4, épisodes 19 et 23)
- 1997 : Spawn : Voix supplémentaires (saison 1, épisodes 2 et 3)
- 1997 : Loïs et Clark, les nouvelles aventures de Superman : Président Kasparov (saison 4, épisode 13)
- 1997-2007 : Stargate SG-1 : Bra'tac (saisons 1 à 10, 26 épisodes)
- 1998 : Ally McBeal : Juge Walter Swan (saison 1, épisode 20)
- 1999 : Amy (Judging Amy) : Atty Morton (saison 1, épisode 11)
- 1999 : Spawn : Voix supplémentaires (saison 3, épisodes 2 à 4)
- 2000 : X-Files : Cigarette Smoking Pontiff (Saison 7, épisode 19 : Hollywood)
- 2000 : Angel : Thesulac Demon (saison 2, épisode 2)
- 2001 - 2006 : Les Experts : Expert graphologique (S1E11) ; Landlord (S5E1) ; Professeur Rambar, expert en gravure (S6E6;15)
- 2002 : Alias : Tambor Barceló (saison 1, épisode 20 et saison 2, épisode 2)
- 2002 : Charmed : Dark Priest (saison 4, épisodes 15 et 21)
- 2006 : Les Experts (CSI: Crime Scene Investigation) : Professeur Rambar, expert en gravure (saison 6, épisode 15)
- 2007 : Dexter : Santos Jimenez (saison 2, épisodes 5, 8 et 9)
- 2008 : Fringe (saison 1, épisode 14)
- 2008  : Numb3rs : Roman Markovius (saison 5, épisode 8)
- 2008  : Terminator : Les Chroniques de Sarah Connor : Enrique, ex de Sarah, ex-beau-père de John (épisode 2)
- 2009 : Dollhouse : Atalo Diakos (saison 1, épisode 4)
- 2009 : Les Experts : Manhattan (CSI: NY) : le professeur Papakota (saison 5, épisodes 18, 20 et 24)
- 2011 - 2018 : Once Upon a Time : Geppetto / Marco (13 épisodes)
- 2012-2015 : Continuum : Edouard Kagame (12 épisodes)
- 2014 : Mentalist : Aurelio (saison 6, épisode 20)
- 2014 : Intelligence : Parviz Shirazi (saison 1 épisode 13)
- 2015 : Les Experts : Cyber : Ellis Christos (saison 1 épisode 12)
- 2017 : Dirk Gently, détective holistique : Arnold Cardenas (saison 2, 2 épisodes)
- 2017 : Shooter : le prêtre (saison 2, 4 épisodes
- 2023 : New York, crime organisé : Antonio Duran (saison 3, épisode 11)
- 2024 : The Chosen : Zacharie (saison 4, épisode 1)

### Jeux Vidéo
- depuis 2014 : World of Warcraft : l'archimage Khadgar
- 2015 : Call of Duty: Black Ops III : le Dr Yousef Salim
- 2015 : Fallout 4 : le « Père »
- 2019 : Star Wars Jedi: Fallen Order  : le Jedi Eno Cordova
- 2023 : Star Wars Jedi: Survivor : le Jedi Eno Cordova